# 榊山神社 (中津川市)
金幣社　榊山神社（さかきやまじんじゃ）は、岐阜県中津川市福岡 字・植苗木に鎮座する神社。
旧社格は旧郷社。

## 祭神
- 建速須佐之男命
- 天照大神
- 伊邪那美之命

## 歴史
明治24年（1891年）8月に書かれた由緒書によると、創建は養老2年（718年）6月に荒田栄久の勧請とされる。
荒田栄久の家の庭に、突然、七本の杉苗が天から降った。その時、荒田家の童子が、神託を話した。
津島 牛頭天王ナリ 此ノ所ニ 住ンデ 長ク 荘内ヲ 護ラン、其ノ印ニ 杉苗ヲ 置ケリ
そこで荒田栄久は、杉苗を植えて森として社殿を築き、「飛天王」と称して牛頭天王を氏神として尊崇した。
また、この出来事が地名の植苗木（現・中津川市立福岡小学校付近）の由来となった。
鎌倉時代の元弘・建武年間に、遠山一雲入道は広恵寺城より巽の方向の木曽川に臨む要害の地である高森に城を築くと、「植」の字を省いて苗木とした。
以降、苗木遠山氏により保護された。鎌倉時代末期から南北朝時代ごろ、広恵寺城に宗良親王が身を寄せていたという言い伝えがある。敵軍に攻められた際に、遠山景利が飛天王に祈ると、社殿から敵軍に矢が放たれ、たちまち暴風雨がおきて敵軍が退散したという。
戦国時代の天文年間、遠山直廉が苗木城を築城すると、飛天王も苗木城に移転しようとしたが、神体が途中で動かなくなった。直廉はこの地に飛天王を祀ることにし、天文10年（1541年）に新たな社殿を築いた。これが現社地である。
慶長19年（1614年）、苗木藩初代藩主の遠山友政は社殿を悉く再建し、
寛文8年（1668年）、苗木藩三代藩主の遠山友貞が社殿ならびに三宮殿を再建したことが棟札に記されている。
江戸時代には苗木藩の保護を受け続けた。
明治2年（1869年）、牛頭天王宮から八重垣神社に改称し、明治5年（1869年）、榊山神社に改称した。
上苗木の飛天王の跡地には、明治32年（1899年）植苗木神社が創建されている。
現在の建物の大半は昭和11年（1936年）の再建である。

## 例祭
- 毎年7月第4土・日曜日の例祭は、「たたき祭り」という。巫子による舞、神への祝詞が奉上されると、氏子の代表らが参拝者を榊で叩いていくものである。
- 天文年間、遠山直廉が飛天王を苗木城に移転しようとした際に、この地で御神体が動かなくなってしまった。家臣たちは最後の手段として榊の枝で供の者を叩いたが御神体は動かなかったという。「たたき祭り」は、この言い伝えに由来する。詳細：榊山神社

## 文化財

### 重要文化財
- 太刀 銘 吉則[1] - 南北朝時代の山城国の刀工・三条吉則の作で、「吉則」二字銘があり、「吉則の太刀」と呼ばれている。第12代苗木藩主遠山友禄の寄進である。1928年に重要文化財に指定され[1]、現在は中津川市苗木遠山史料館に寄託されている。

### 中津川市指定文化財
- 榊山神社 本殿[2]
- 榊山神社 拝殿[2]
- 榊山神社 石灯籠[3]
- 榊山神社 乃木希典筆跡（臺記念碑）[4]

## 交通機関
- 北恵那交通付知峡線「福岡総合事務所前」下車。

## 光明山 雲臺寺
牛頭天王宮は、慶応4年（1868年）に神仏分離が施行されるまでは神仏混淆で、その別当寺として光明山 雲臺寺が、榊山神社の南側の氏子会館の場所にあった。
牛頭天王宮は、慶長5年（1600年）以来、三世まで加茂郡細目村の成就院から山伏が来て別当となっていた。
寛永年間（1624 - 1644年）に、山伏院を合わせて、春清によって、雲臺寺が開山された。
江戸時代は、苗木藩の祈祷寺として、苗木城下にあった龍王院（高森神社）とともに新義真言宗に属していた。
牛頭天王宮は代々、雲臺寺の別当によって祭事が行われてきたが、
慶応4年（1868年）、十八世の眞龍榮温の代に、神仏分離が布告されると、雲臺寺は廃寺となり、法印であった眞龍榮温と法子の榮徳は共に複飾して宮原榮政となった。